# Siarhiej Łahun
Siarhiej Leanidawicz Łahun (biał. Сяргей Леанідавіч Лагун; ur. 27 maja 1988 w miejscowości Dziornawiczy, zm. 22 kwietnia 2011 w Nowopołocku) – białoruski sztangista, dwukrotny medalista mistrzostw świata.

## Kariera
Startował w wadze średniej (do 77 kg) i lekkociężkiej (do 85 kg). Pierwszy sukces osiągnął w 2007 roku, zdobywając złoty medal w wadze średniej na mistrzostwach świata juniorów w Pradze. Na rozgrywanych dwa lata później mistrzostwach świata w Goyang zajął drugie miejsce w wadze lekkociężkiej, rozdzielając na podium Chińczyka Lu Yonga i Władimira Kuzniecowa z Kazachstanu. Zdobył też trzecie miejsce podczas mistrzostw świata w Antalyi, przegrywając tylko z Polakiem Adrianem Zielińskim i Rosjaninem Aleksiejem Jufkinem. Brał też udział w igrzyskach olimpijskich w Pekinie w 2008 roku, gdzie rywalizację w wadze średniej ukończył na dziesiątej pozycji.
Zginął w wypadku samochodowym.

## Osiągnięcia
| Rok  | Zawody               | Miasto  | Miejsce | Kategoria | Wynik  |
| ---- | -------------------- | ------- | ------- | --------- | ------ |
| 2008 | Igrzyska olimpijskie | Pekin   | 10      | do 77 kg  | 349 kg |
| 2009 | Mistrzostwa świata   | Koyang  | 2       | do 85 kg  | 380 kg |
| 2010 | Mistrzostwa świata   | Antalya | 3       | do 85 kg  | 377 kg |